# Heilig Geist (Hannover-Bothfeld)

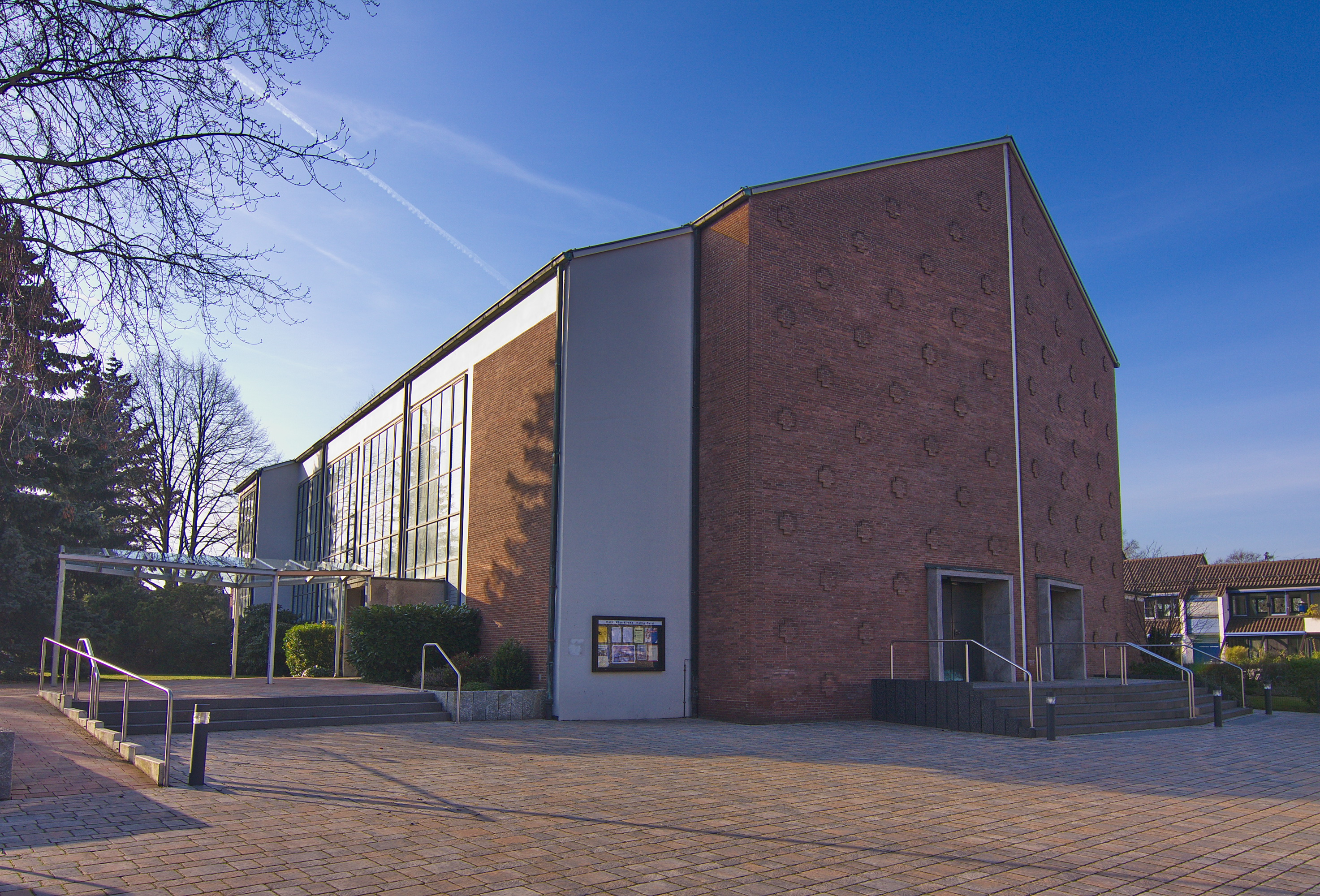
Heilig-Geist-Kirche

Heilig Geist ist die katholische Kirche in Bothfeld, einem Stadtteil von Hannover (Niedersachsen). Die Kirche ist eine Pfarrkirche im Dekanat Hannover des Bistums Hildesheim. Sie ist nach dem Heiligen Geist benannt und befindet sich im Niggemannweg 18 (Ecke Kurze-Kamp-Straße).

## Geschichte
Nachdem sich in Folge des Zweiten Weltkriegs auch in Bothfeld katholische Flüchtlinge und Heimatvertriebene niedergelassen hatten, wurde ab Ostern 1947 katholischer Gottesdienst gehalten. Er fand zunächst in einer Schulbaracke der Grimsehlwegschule statt, später im Saal der Gaststätte Stöckmann.
1952 wurde die erste katholische Kirche Heilig Geist in Bothfeld erbaut, im September des gleichen Jahres erfolgte ihre Benediktion durch Bischof Joseph Godehard Machens. Sie befand sich an der Ecke Burgwedeler Straße / Kurze-Kamp-Straße, etwa 150 Meter von der heutigen Kirche entfernt. Sie wurde als Langhausbau mit Dachreiter erbaut und verfügte über etwa 120 Sitzplätze. 1956 wurde die Kirchengemeinde Bothfeld (Kuratiegemeinde) eingerichtet, zuvor gehörte die Kirche zur Pfarrei St. Joseph.
Die Kirche erwies sich Ende der 1950er Jahre als zu klein, deshalb wurde 1962/63 die heutige Kirche erbaut. Im August 1962 erfolgte die Grundsteinlegung. Am 1. Dezember 1963 wurde die Kirchengemeinde Bothfeld zur Pfarrei erhoben, und am 7. Dezember 1963 erfolgte die Weihe der neuen Kirche durch Bischof Heinrich Maria Janssen. Im Dezember 1963 begann auch der Abriss der ersten Kirche.
Am 1. September 2010 kamen zur Pfarrgemeinde Heilig Geist als Filialkirchen St. Bruder Konrad in Hannover-List, St. Franziskus in Hannover-Vahrenheide und Hl. Kreuz in Altwarmbüchen hinzu. Am 22. Juni 2013 erfolgte die Profanierung der Filialkirche St. Bruder Konrad, am 26. September 2015 folgte Hl. Kreuz. Am 8. Januar 2017 wurde in Altwarmbüchen wieder eine neue Kirche geweiht.

## Architektur und Ausstattung
Die Kirche wurde nach Plänen des Architekten Hodler (Hannover) erbaut. Ludwig Schaffrath gestaltete 1963 die Fenster. An der heutigen künstlerischen Gestaltung des Altarraumes haben in den 1970er Jahren Claus Kilian (u. a. Altar) und Hein Wimmer (u. a. Tabernakel und Hängekreuz) mitgewirkt. Die Orgel wurde 1972 von der Firma Gebrüder Hillebrand Orgelbau erbaut.

## Weitere katholische Einrichtungen in Bothfeld
- Katholische öffentliche Bücherei (Niggemannweg 18)
- Kindertagesstätte Heilig Geist (Böckerstraße 27) in Trägerschaft der Pfarrgemeinde
- Kindertagesstätte St. Valentin (Weidkampshaide 14) in Trägerschaft des Caritasverbandes Hannover e. V.